# اریک شینگر
اریک شینگر (آلمانی: Erik Schinegger؛ زادهٔ ۱۹ ژوئن ۱۹۴۸) اسکی‌باز آلپاین اهل اتریش است. وی در سال ۱۹۶۶ برنده مسابقات قهرمانی جهان در اسکی شد. وی بیناجنسی و تراجنسی است و به عنوان یک زن در مسابقات اسکی شرکت کرد. در سال 1967 ، هنگام آماده شدن برای المپیک زمستانی 1968 در گرنوبل ، یک آزمایش پزشکی توسط کمیته بین المللی المپیک (IOC) مشخص کرد که شینگر کروموزوم XY و اندام های جنسی داخلی مردانه دارد و او را رد صلاحیت کرد. او از سال 2009 در محل تولد خود زندگی می کند و یک مدرسه اسکی برای کودکان راه اندازی کرده است. 